# Монфумо
Монфумо (італ. Monfumo, вен. Monfumo) — муніципалітет в Італії, у регіоні Венето, провінція Тревізо.
Монфумо розташоване на відстані близько 440 км на північ від Рима, 55 км на північний захід від Венеції, 32 км на північний захід від Тревізо.
Населення — 1403 особи (2014).
Щорічний фестиваль відбувається 6 грудня. Покровитель — San Nicolò.

## Демографія
Населення за роками:

Станом на 1 січня 2023 року в муніципалітеті офіційно проживали 34 іноземці з 16 країн, серед них 17 громадян країн Євросоюзу та 2 громадяни України.

## Сусідні муніципалітети
- Азоло
- Кастелькукко
- Кавазо-дель-Томба
- Корнуда
- Мазер
- Педеробба